# Chlebiotki
Chlebiotki (prononciation : [xlɛˈbjɔtki]) est un village polonais de la gmina de Nasielsk dans le powiat de Nowy Dwór Mazowiecki de la voïvodie de Mazovie dans le centre-est de la Pologne.
Il se situe à environ 4 kilomètres à l'ouest de Nasielsk (siège de la gmina), 20 km au nord de Nowy Dwór Mazowiecki (siège du powiat) et à 46 km au nord de Varsovie (capitale de la Pologne).

## Histoire
De 1975 à 1998, le village appartenait administrativement à la voïvodie de Ciechanów.